# Ana Kasparian
Pour les articles homonymes, voir Kasparian.
Anahit Misak Kasparian (prononciation arménienne occidentale : ɑnɑˈhid miˈsɑkʰ kʰɑsbɑˈɾjɑn ; née le 7 juillet 1986) est coanimatrice et réalisatrice américaine de l'émission Internet de nouvelles The Young Turks. Elle débuta comme productrice remplaçante pour The Young Turks en 2007. Elle a figuré aussi dans la version télévisée de l'émission sur Current TV.

## Biographie
Née le 7 juillet 1986 à Los Angeles en Californie de parents immigrants arméniens, elle grandit à Reseda. Kasparian obtint un diplôme de l'école secondaire Valley Alternative Magnet à Van Nuys, Californie en 2004 et à l'université d'État de Californie à Northridge en 2007 avec un Bachelor of Arts, Journalism (en) (BAJ).
Kasparian fut assistante de production à la chaîne d'information CBS Radio à Los Angeles, d'abord à KFWB puis à KNX. Elle a aussi travaillé à AOL News, YouTube, TidalTv et On Point. En plus d'être l'animatrice de The Young Turks, Ana Kasparian figure fréquemment dans la version anglaise du canal russe RT et RT America[réf. nécessaire].
Après avoir fait un remplacement comme animatrice en avril 2007, Kasparian obtint le poste de réalisatrice et coanimatrice au côté de Cenk Uygur (en) à l'émission de radio-causerie (en) progressiste The Young Turks sur Sirius XM Satellite Radio aussi diffusée sur Internet. Elle a obtenu son Master de Science Politique en 2010.